# Виаль, Оноре
Оноре Виаль (22 февраля 1766 года, Антиб —  18 октября 1813, под Лейпцигом) — французский военачальник, дивизионный генерал.

## Биография
Начал карьеру до Французской революции службой на флоте. В 1792 году покинул флот и стал лейтенантом революционной армии. В ноябре того же года участвовал в боях вокруг Бастии на Корсике, в качестве адъютанта второстепенного генерала Рошона, который там же в Бастии и погиб. После этого Виаль стал адъютантом прославленного генерала Дельма, и в этой должности участвовал в походе в Голландию, где отличился при взятии форта Хартен, был повышен до капитана и переведён в 1-й кавалерийский полк.
В 1796 году служил в Италии в составе армии генерала Бонапарта, который произвёл его в бригадные генералы. Виаль отличился в целом ряде сражений итальянской кампании 1796 года, который особо выделил его имя среди нескольких особо отличившихся военных в докладе Директории. В нескольких сражениях, в том числе при Риволи и при занятии Тренто, Виаль проявил решительность и смелость, лично водил в штыковые атаки свои полки.
В 1799 году Виаль находился в Египте, где сменил раненого в Александрии на начальном этапе компании генерала Мену и во главе дивизии участвовал в битве при Пирамидах. Во время экспедиции в Сирию и осады Аккры, Виаль также демонстрирует решительность и бесстрашие.
По возвращении во Францию, Виаль около года оставался не у дел, после чего в 1802 году был направлен послом в Неаполь. В 1803 году Виаль получил чин дивизионного генерала и был направлен послом в Швейцарию, где оставался до конца 1808 года. В этот период он стал кавалером ордена Почётного легиона.

Герб генерала Виаля.

В 1809—1811 годах находился в Северной Италии, командовал дивизией во французской армии Италии, позже занимал должность губернатора Венеции, подавлял восстание в Тироле, за что получил титул барона империи. В 1811 году, после нескольких месяцев отпуска, возглавил 18-й военный округ с центром в Дижоне.
В 1813 году Виаль был вызван в действующую армию, возглавил дивизию, с которой сражался при Дрездене и при Вахау. Затем принял участие в трёхдневной битве под Лейпцигом, где и погиб.
Старший брат генерал-лейтенанта (1826) Жака Виаля (1774—1855).
Имя генерала Оноре Виаля выгравировано на южной стороне Триумфальной арки в Париже.
В родном Антибе именем военачальника названа улица.